# Doktrína Dahíja

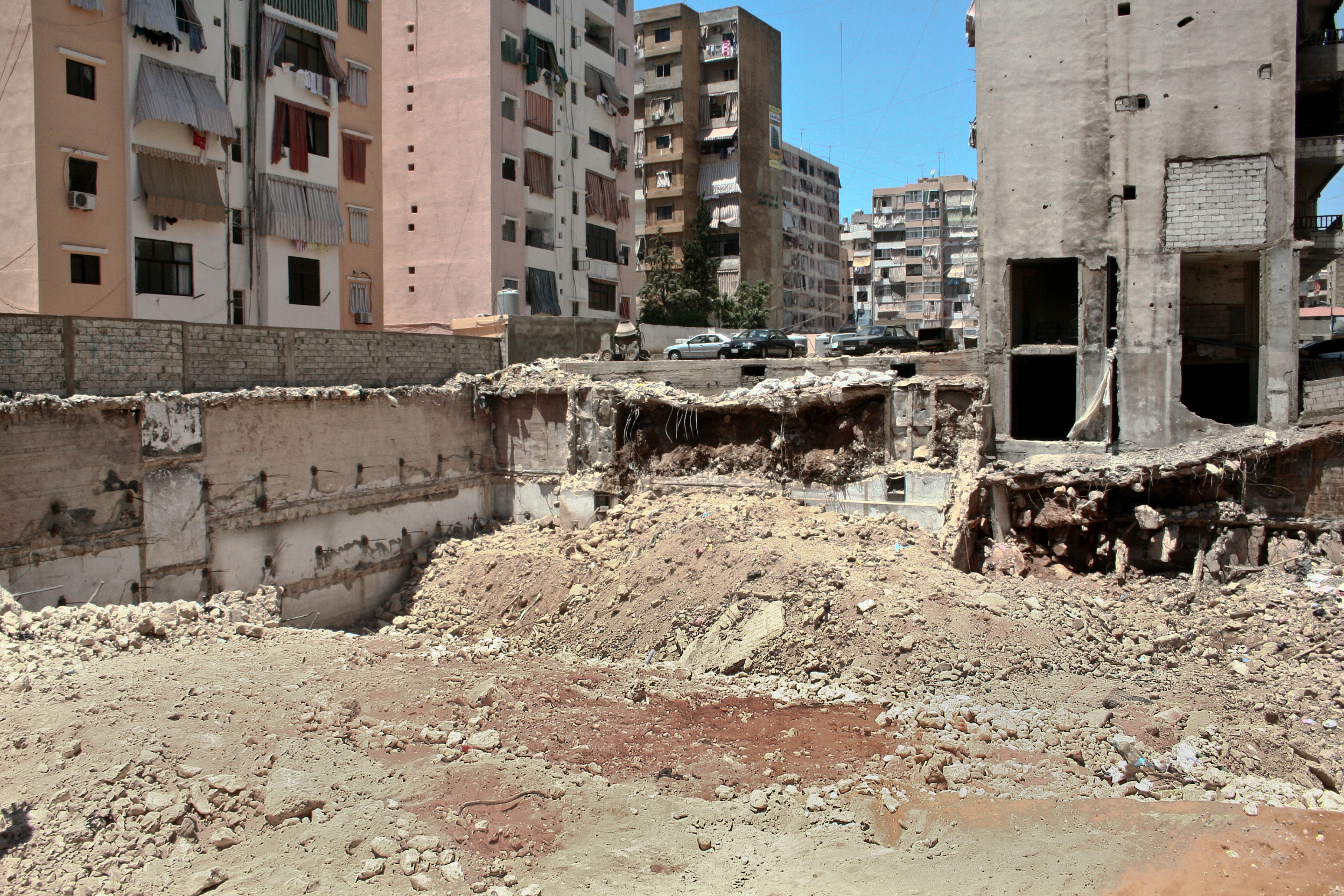
Kráter po izraelském bombardování Dahíje, čtvrti v libanonském hlavním městě Bejrútu

Doktrína Dahíja (hebrejsky דוקטרינת הדאחייה‎, Doktrinat ha-Dachija), též strategie Dahíja, je vojenská doktrína izraelské armády vystavěná na principech asymetrické války. Považuje místa civilní infrastruktury, ze kterých (nebo z jejichž blízkosti) došlo k útoku na Izrael – nikoliv jen ve formě střelby, ale i plánování či přípravě takového útoku – za vojenské základny a tudíž oprávněné cíle, vůči kterým je nutné udeřit nadproporční vojenskou silou a naprosto je zničit i s okolím. Za cíle této doktríny jsou považovány i takové civilní cíle, z nichž sice k nějakému útoku přímo ani nepřímo nedošlo, ale mají nějakou souvislost s protivníkem, třeba vlastnickou, rezidenční nebo dokonce jen „symbolickou“ (tj. jejich zničením Izrael dává najevo svou naprostou převahu a připravenost se kdykoli a násobně silněji pomstít za ozbrojené akce). Účelem takového postupu je zastrašení, demoralizace civilního obyvatelstva, zlomení jeho vůle k odporu a výhledově i nakonec jeho postavení se proti ozbrojeným uskupením či státním úřadům bojujícím s Izraelem; doprovodným cílem je pak způsobení takových škod (materiálních i lidských), jež bude časově i finančně náročné opravit a zůstanou dlouho v paměti zasažených obyvatel a jejich rozhodujících elit.
Název doktríny pochází od ší'itské čtvrti Dahíja v Bejrútu, kterou izraelské letectvo během druhé libanonské války (2006) vybombardovalo, protože v ní mělo údajně svou velící základnu hnutí Hizballáh.
Poprvé tento přístup roku 2008 veřejně zformuloval Gadi Eizenkot, náčelník generálního štábu Izraelských obranných sil. Doktrína byla posléze uplatňována ve všech následných konfliktech a vojenských operacích Izraele, a to se zvyšující se tvrdostí. Do vypuknutí války proti Hamásu a Gaze (2023) armáda – dle oficiálních tvrzení – předem upozorňovala obyvatelstvo na chystaný úder, aby mělo šanci utéct; v operaci Železné meče už i od tohoto upustila.

## Kritika
Richard Falk, tehdejší Zvláštní zpravodaj OSN pro lidská práva na Palestinských územích okupovaných od roku 1967, uvedl v roce 2021 že podle této doktríny je „civilní infrastruktura protivníka jako je Hamás nebo Hizballáh brána jako povolený vojenský cíl, což je nejen zjevné porušení nejzákladnějších pravidel války a univerzální morálky, ale také uznání doktríny násilí, které musí být nazývána správným jménem: státní terorismus”. 